# 아마르 베니클레프
아마르 베니클레프(아랍어: عمار بن خليف‎, 1982년 1월 11일~)는 알제리의 유도 선수, 지도자이다. 2008년 하계 올림픽 남자 미들급에서 은메달을 획득했다.

## 경력
베니클레프는 1982년 알제주의 엘하라시에서 태어났다.
2003년에 알제리 하프미들급 국가대표로 발탁되었으며 그 해 10월 나이지리아 아부자에서 열린 2003년 올아프리카 게임에서 이집트의 아부메단 알사이드를 꺾고 금메달을 획득했다. 이듬해인 2004년 5월 튀니지 튀니스에서 열린 2004년 아프리카 선수권 대회에 참가하여 모로코의 아벨 벨게이드를 꺾고 우승했다. 같은 해 8월 그리스 아테네에서 열린 2004년 하계 올림픽에 참가했으며 2회전에서 독일의 플로리안 바너에게 패하여 탈락했다.
2006년 베니클레프는 체급을 미들급으로 올렸으며 그 해 6월 모리셔스 포트루이스에서 열린 2006년 아프리카 선수권 대회에서 동메달을 획득했다. 이듬해인 2007년 7월 알제리 알제에서 열린 2007년 올아프리카 게임에 참가했고 결승에서 이집트의 히샴 미스바에게 패하여 은메달을 획득했다.
2008년 5월 베니클레프는 모로코 아가디르에서 열린 2008년 아프리카 선수권 대회 결승에서 메스바를 꺾고 금메달을 획득했다. 같은 해 8월에는 중화인민공화국 베이징에서 열린 2008년 하계 올림픽에 참가했으며 첫 상대인 모코로의 무함마드 알아스리를 꺾었고 16강에서 스페인의 다비드 알라르사를 3분 54초 만에 꺾었다. 8강에 진출한 베니클레프는 스위스의 세르게이 아슈반덴을 꺾었으며 준결승에서 프랑스의 이브마티외 다프레비유를 4분 44초만에 꺾으며 결승에 올랐다. 결승전에서는 조지아의 이라클리 치레키제와 겨뤘으며 치케리제에게 패하며 은메달을 획득했다. 12월에는 일본 도쿄에서 열린 그랜드 슬램 대회에 참가하여 동메달을 획득했다.
2009년 7월 베니클레프는 이탈리아 페스카라에서 열린 2009년 지중해 게임에 참가하여 동메달을 획득했고 2010년 2월에 프랑스 파리에서 열린 그랜드 슬램에서 동메달을 획득했다. 또한 같은 해 4월 카메룬 야운데에서 열린 2010년 아프리카 선수권 대회에서 카메룬의 디외도네 돌라셈을 꺾고 금메달을 획득했다. 이듬해인 2011년 4월 세네갈 다카르에서 열린 2011년 아프리카 선수권 대회에서 남아프리카 공화국의 패트릭 트레지서를 꺾고 금메달을 획득했고 7월에는 브라질 리우데자네이루에서 열린 2011년 세계 군인 체육 대회에 참가하여 단체전 동메달 획득에 기여했다. 12월에는 카타르 도하에서 열린 2011년 팬아랍 게임에서 이집트의 알리 다르위시를 꺾고 금메달을 획득했다.
2012년 4월에는 아가디르에서 열린 2012년 아프리카 선수권 대회에서 동메달을 획득했고 2013년 4월 모잠비크 마푸투에서 열린 2013년 아프리카 선수권 대회에서 동메달을 획득했다.
현역에서 은퇴한 베니클레프는 유도 지도자가 되었으며 알제리 국가대표 유도 선수의 양성에 기여했다. 유도 지도자로 활동하던 2021년 7월 자신이 지도한 알제리 선수인 페티 누린이 상대로 이스라엘 선수인 토하르 부트불로 정해지자 누린과 함께 올림픽 기권을 결정했다. 이에 국제 유도 연맹은 이를 정치적, 종교적 차별 행위로 간주하여 베니클레프와 누린 두 사람은 2031년까지 대회 출전이 금지되는 자격 정지 처분 징계를 받았다.